# 歩兵第119連隊
歩兵第119連隊（ほへいだい119れんたい、歩兵第百十九聯隊）は、大日本帝国陸軍の連隊のひとつ。

## 沿革
- 1937年（昭和12年）
  - 8月30日、軍旗拝受、第108師団の隷下で華北に出動
  - 10月、太源攻略戦などに参加、津浦線沿いに中国軍を追撃する。作戦終了後は山西省の警備や共産匪族の討伐戦を行う

- 1940年（昭和15年）
  - 1月、帰還、復員
  - 7月、動員下令
  - 10月、編成完結、第52師団の隷下となる
  - 12月4日、再び軍旗を拝受

- 1941年（昭和16年）10月、第52師団から第53師団に所属変更
- 1943年（昭和18年）、滋賀に移駐、南方作戦に備え訓練をする
- 1944年（昭和19年）
  - 1月、大阪湾を出港しシンガポールに到着
  - 2月、マラッカに駐屯
  - 4月、内地の留守部隊と合流しビルマ戦のためマンダレーに向かう
  - 6月4日、マンダレーに到着し第1大隊は第56師団増援として龍陵に派遣される、連隊主力はパッポクを確保し第18師団の収容にあたる
  - 8月、インパール作戦中止後は連合国軍との間で激戦を繰り広げ、ピンウエ付近にて補給途絶でありながらも持久戦に持ち込む

- 1945年（昭和20年）
  - 1月、盤作戦が開始、最初はマンダレーに所在したがシング方面の攻勢に対処するため北上を開始
  - 1月23日、砲兵支援を受けつつクレ高地に対し夜間攻撃を開始、夜明け後は暴露状態のため後退
  - 1月25日、奇襲を狙い、砲兵無しの夜襲を実施するも途中で停滞し失敗する
  - 1月29日、歩兵第128連隊の増援を得て夜襲を実施するが、これも途中で停滞し失敗する。この間に龍陵に派遣されていた第1大隊が帰還する
  - 2月8日、クレ高地の英印軍が攻撃を開始、夜襲で撃退を図るが物量差にはかなわず浅野連隊長は負傷、野中大隊長と共に戦車に体当たり攻撃し戦死する
  - 3月、マンダレーに移動し第18師団の指揮下に入りメイクテーラの戦いに参加
  - 4月23日、シッタン川を渡河し防御線を後退させる。その後シッタン作戦に参加

## 歴代連隊長
| 第一次 |          |                       |                |
| 1      | 石田金蔵 | 1937.8.20 - 1938.9.14 | 戦死           |
| 2      | 谷口呉朗 | 1938.9.29 -           |                |
| 3      | 木村直樹 | 1939.5.19 -           | 1939.12.20復員 |
| 第二次 |          |                       |                |
| 1      | 浅野庫一 | 1940.10.15 - 1945.2.8 | 戦死           |
| 末     | 羽賀芳男 | 1945.2.19 -           |                |